# سيباستيان بازين
سيباستيان بازين (بالفرنسية: Sébastien Bazin)‏ هو شخصية أعمال فرنسي، ولد في 9 نوفمبر 1961 في بولون-بيانكور في فرنسا.